# Мишель-Леви, Огюст
Огю́ст Мише́ль-Леви́ (Auguste Michel Lévy, 7 августа 1844, Париж — 27 сентября 1911, Париж) — французский инженер, геолог и минералог. Сын Мишеля Леви, врача, генерала медицинской службы, профессора, выдающегося французского гигиениста.

В 1876 году Леви принял видное участие в составлении геологической карты Франции, изданной министерством общественных работ. В 1887 году он был назначен директором топографического отделения при министерстве. Один из первых в петрографии применил поляризационный микроскоп для детального исследования горных пород. Вместе с Фердинандом Андре Фуке составил свод оптических свойств минералов. Экспериментально доказал возможность кристаллизации породообразующих минералов из сухого расплава. Изучал структуру минералов и магмы.